# Silicernius spectabilis
Silicernius spectabilis là một loài bọ cánh cứng trong họ Elateridae. Loài này được Heyden miêu tả khoa học năm 1859.